# پودل
پودل (به انگلیسی: poodle) سگی است از گونه سگ‌های غیر ورزشی و پرسروصدا که سه گونه‌اش قابل ذکر است: ۱. پودل مینیاتوری (عروسکی)؛ ۲. پودل استاندارد؛ ۳. پودل غول پیکر. این نژاد برای آموزش در سیرک نیز ایدئال است.

## تاریخچه
به نظر می‌رسد که منشأ این نژاد آلمان است و در این کشور تحت عنوان Pudel نامیده می‌شده‌است. با این وجود این نژاد به عنوان سگ ملی در فرانسه و به عنوان آورنده اشیاء یا سگ سیرک و با نام Coniche یا سگ مخصوص شکار مرغابی مورد توجه بوده‌است. بدون شک منشأ پودل سگ‌هایی بوده‌اند که شکار را از آب گرفته و می‌آوردند.

## خصوصیات بارز ظاهری

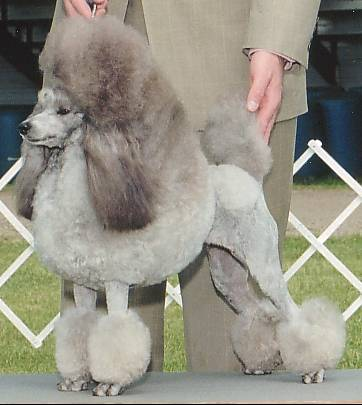
پودل

می‌توانیم ویژگی‌های شخصیتی پودل را در این چهار کلمه توصیف و خلاصه کنیم: باهوش، دوست داشتنی، وفادار و البته کمی مرموز! سگ پودل در بین طرفدارانش به سگی باوقار معروف است. این وقار تقریباً در اکثر حرکات و رفتارهای پودل به خوبی قابل مشاهده است.
سگ نژاد پودل علاوه بر ظاهر موقری که دارد، کمی لوس و از زیر کار در رو است و عاشق بازی کردن و به بطالت گذراندن زمان خود است. این سگ پایه ثابت هر نوع بازی در هر زمان است. پودل‌ها انسان‌ها را دوست دارند و از اینکه رضایت آن‌ها را جلب کنند، لذت می‌برند. کافی است این ویژگی را در کنار هوش سرشار این نژاد قرار دهید و خواهید دید که پودل یکی از تعلیم‌پذیرترین نژادهای سگ است.
یک سگ پودل خوب که رفتارهای مناسب را به خوبی آموزش دیده باشد، خلق و خوی آرامی خواهد داشت، به‌خصوص اگر برنامه منظم و مرتبی برای ورزش دادنش داشته باشید تا انرژی‌های خود را از این طریق تخلیه کند. برخی از صاحبان و پرورش‌دهندگان پودل تصور می‌کنند که پودل‌های عروسکی و مینیاتوری حساس‌تر و عصبانی‌تر از نوع استاندارد آن هستند، اما خیلی‌ها با این نظریه مخالفند.
سگ پودل از خانه و خانواده خود به خوبی مراقبت می‌کند و اگر غریبه‌ها به سمت خانه شما حرکت کنند، او با پارسی که انجام می‌دهد، شما را باخبر می‌کند. اگرچه پودل همراه خوبی برای خانواده محسوب می‌شود، اما کمی زمان می‌برد تا با افراد جدید دوست شود.
همان‌گونه که قبلاً هم به آن اشاره کردیم، یکی از مهم‌ترین ویژگی‌های پودل‌ها، هوش سرشاری است که دارند و حتی گاهی می‌گویند که پودل‌ها هوشی نزدیک به انسان دارند! این میزان از هوش حیرت‌انگیز است و شما را مات و مبهوت خواهد ساخت. البته، هوش زیاد این سگ، کار شما را کمی سخت می‌کند. آن‌ها خیلی سریع یادمی‌گیرند و می‌توانند خوب را از بد تشخیص بدهند. حافظه سگ‌های پودل هم بسیار قوی است.
شخصیت
می‌توانیم ویژگی‌های شخصیتی پودل را در این چهار کلمه توصیف و خلاصه کنیم: باهوش، دوست داشتنی، وفادار و البته کمی مرموز! سگ پودل در بین طرفدارانش به سگی باوقار معروف است. این وقار تقریباً در اکثر حرکات و رفتارهای پودل به خوبی قابل مشاهده است.
یک پودل خوب پودلی است که تمام آموزش‌های شخصیتی را دیده باشد، دارای روحیه ای آرام است، به خصوص اگر به‌طور منظم ورزش کند تا انرژی طبیعی خود را بسوزاند. برخی از صاحبان و پرورش دهندگان فکر می‌کنند که سگ‌های عروسکی و پودل‌های مینیاتوری کمی بالاتر از استاندارد هستند. با این حال، سایر تولیدکنندگان و مالکان با این نظریه مخالف هستند.
پودل‌ها از شما مراقبت می‌کنند و اگر کسی بدون اجازه وارد خانه شود شما را مطلع می‌کند. اگرچه او با خانواده خود مهربان است، اما ممکن است مدتی طول بکشد تا با افراد جدید گرم بگرد.
یکی از ویژگی برجسته پودل هوش اوست. اغلب گفته می‌شود که او از هوشی مانند انسان برخوردار است، زیرکی شگفت‌انگیز آن صاحبانش را متحیر می‌کند. مسلماً زندگی با سگ‌های باهوش دشوار است. آنها سریع یادمی‌گیرند – عادت‌های خوب و بد – و همه چیز را به یاد می‌آورند.

## وزن و اندازه
به‌طور کلی پودل‌ها دارای ۳ اندازه هستند: پودل عروسکی، پودل مینیاتوری و پودل استاندارد. البته نژاد همه آن‌ها یکی است و تنها تفاوت‌شان در اندازه و وزن‌شان است. پودل عروسکی حدود ۲۵ سانتی‌متر قد دارد و وزنش از ۱ تا ۴ کیلوگرم متغیر است. پودل مینیاتوری هم ۲۸ تا ۳۸ سانتی‌متر قد و ۶ تا ۸ کیلوگرم وزن دارد. سگ پودل استاندارد هم معمولاً بالای ۳۸ سانتی‌متر بوده و وزن پودل نر استاندارد از ۲۰ تا ۳۱ کیلوگرم متغیر است. پودل استاندارد ماده هم ۲۰ تا ۲۷ کیلوگرم وزن دارد.

## سلامت

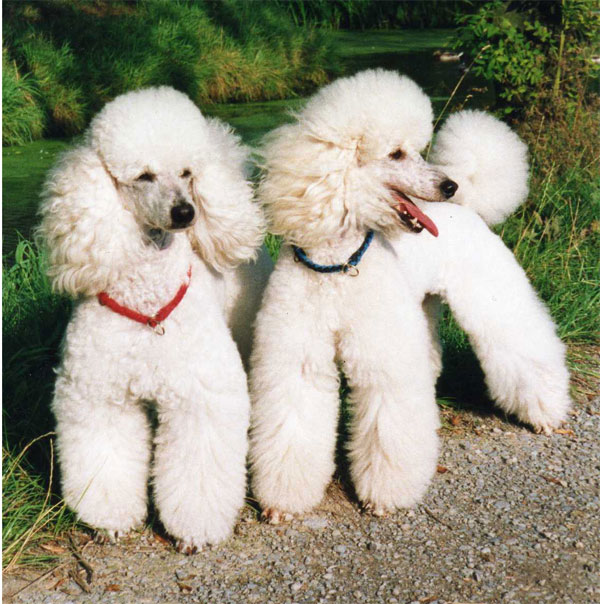
وینی و وسلی، دو سگ پودل سفید کوچک از منطقه‌ی الفنبرگ

سگ‌های پودل مانند هر نژاد دیگری، در معرض بیماری‌های مختلفی قرار دارند. شناخت این بیماری‌های در انتخاب آگاهانه توله و حفظ سلامتی سگ شما در بزرگسالی اهمیت بسیار زیادی دارد. اگر قصد دارید سگ نژاد پودل را خریداری کنید، حتماً به سراغ یک پرورش‌دهنده معتبر و مطمئن بروید و سوابق پزشکی و گواهینامه‌های سلامت توله و والدینش را به دقت بررسی کنید.
برای تأیید سلامت سگ پودل، گواهی‌نامه‌های مختلفی وجود دارد. به عنوان نمونه می‌توان گواهی‌نامه سلامت ارتوپدی حیوانات (Orthopedic Foundation for Animal) را نام برد که برای سلامت قسمت‌های باسن و آرنج، سلامت غدد و بیماری ویلربرند (Willebrand’s disease) صادر می‌شود. داشتن این گواهینامه‌ها برای اطمینان از سلامت توله ضروری است. شما می‌توانید اعتبار انواع گواهینامه‌های پزشکی را در وب‌سایتofa.org مورد بررسی قرار دهید.
پیچ‌خوردگی و انبساط شکمی (Gastric Dilatation-Volvulus): که به آن نفخ یا بادکردن (Bloat) هم گفته می‌شود، یکی دیگر از بیماری‌های بسیار خطرناکی است که معمولاً سگ‌هایی با سینه‌های گودرفته مانند پودل و روتوایلر را مبتلا می‌کند. این بیماری معمولاً در نتیجه خوردن یک وعده غذایی بزرگ در روز، تندخوری، نوشیدن حجم زیادی آب پس از غذا خوردن و ورزش شدید پس از آن بروز می‌کند. هرچه سن سگ بالاتر باشد، خطر ابتلا به نفخ بیشتر خواهد بود. بیماریGDV زمانی اتفاق می‌افتد که معده به واسطه گاز و هوا متورم شده و پیچ می‌خورد.
سگی که دچار این عرضه می‌شود، قادر نخواهد بود که آروغ بزند یا استفراغ کند تا خودش را از هوای اضافی ذخیره شده در معده رها سازد. در نتیجه، از بازگشت مجدد خون به قلب جلوگیری می‌شود. فشار خون افت پیدا می‌کند و سگ شما دچار شوک می‌شود. در صورتی‌که به سرعت اقدامات و مراقبت‌های پزشکی لازم انجام نشود، سگ شما در معرض مرگ قرار می‌گیرد. بنابر این در صورتی‌که هر یک از نشانه‌های نفخ مانند: معده متورم، ترشح بزاق بیش از حد، قی کردن، ضعف، نا آرامی و ضربان بالای قلب را به‌خصوص پس از خوردن وعده غذایی مشاهده کردید، در سریع‌ترین زمان ممکن سگ پودل خود را نزد یک دامپزشک ببرید.
بدکاری غدد فوق کلیوی (Hyperadrenocorticism): یا بیماری کوشینگ (Cushing Disease)، در نتیجه ترشح کورتیزول (Cortisol) بیش از حد نیاز بدن سگ ایجاد می‌شود. افزایش این میزان از کورتیزول معمولاً در نتیجه عدم هماهنگی میان غده هیپوفیز (Pituitary) و غده فوق کلیوی (Adrenal Gland) رخ می‌دهد. البته عوامل دیگری هم وجود دارد که ممکن است باعث افزایش کورتیزول و در نتیجه بیماری سگ شما شود. یکی از رایج‌ترین نشانه‌های این بیماری، تشنگی بیش از حد و دفع ادرار زیاد است. اگر سگ پودل شما این دو نشانه را از خود بروز داد، حتماً او را نزد یک دامپزشک ببرید.
روش‌های مختلفی برای درمان این بیماری وجود دارد. گاهی سگ بیمار با مصرف دارو درمان می‌شود و در برخی از موارد، بنا بر تشخیص دامپزشک متخصص، ممکن است جراحی تنها راه مؤثر برای درمان پیشنهاد شود.
بیماری صرع (Epilespy): یکی از رایج‌ترین بیماری‌هایی است که سگ‌های پودل به آن مبتلا می‌شوند. این بیماری معمولاً به‌صورت ارثی انتقال پیدا می‌کند و ممکن است در نتیجه آن، حملات شدید یا ملایمی به سگ شما وارد شود. حملات معمولاً به واسطه رفتارهای غیرعادی خود را نشان می‌دهند، مانند دویدن سراسیمه، تلو تلو خوردن و گاهی هم مخفی شدن.
به یاد داشته باشید که تمامی این حملات ممکن است در اثر چیزی به غیر از صرع رخ دهند، مانند بی‌نظمی متابولیک، انواع عفونت‌ها که ممکن است به مغز آسیب برساند، تومورها، استعمال مواد سمی، ضربات شدید به سر و… که همه این موارد می‌توانند سگ شما را دچار حملات عصبی کنند. بنابر این، اگر سگ پودل شما دچار حمله شد، در سریع‌ترین زمان ممکن او را نزد یک دامپزشک ببرید تا دلیل اصلی حمله مشخص شود.
بیماری (Legg-Perthes Disease): یکی دیگر از بیماری‌هایی است که ناحیه باسن را هدف می‌گیرد. بسیاری از سگ‌های عروسکی در معرض این بیماری قرار دارند. در اثر این بیماری، خون کمتری به سر استخوان ران سگ شما می‌رسد، در نتیجه سر ران سگ که به لگن متصل شده‌است، خرد می‌شود و به مرور زمان از بین می‌رود. معمولاً، لنگیدن و ضعیف شدن ماهیچه پا، اولین نشانه‌های این بیماری هستند که در سنین ۴ تا ۶ ماهگی توله پودل شما بروز می‌دهند. برای درمان این بیماری، به جراحی نیاز است.
بیماری تورم غدد چربی (Sebaceous Adenitis): یکی از جدی‌ترین بیماری‌ها در سگ‌های پودل و به‌خصوص گونه استاندارد آن‌ها است. آمار نشان می‌دهد که حدوداً ۵۰ درصد از سگ‌های پودل استاندارد حامل یا مبتلا به این بیماری هستند. تشخیص این بیماری ژنتیکی دشوار است و معمولاً ان را با بیماری غده درقی (hypothyroidism)، آلرژی‌ها یا سایر اختلالات اشتباه می‌گیرند. زمانی که پودل شما به SA مبتلا است، غده‌های چربی در پوست به دلایل ناشناخته‌ای، دچار برافروختگی و تورم می‌شوند و حتی گاهی از بین می‌روند. این غده‌ها به‌طور معمول نوعی چربی تولید می‌کنند که باعث جلوگیری از خشکی پوست می‌شود.
این بیماری معمولاً سنین در ۱ الی ۵ سالگی پودل خود را نشان می‌دهد. سگ‌هایی که دچار این بیماری می‌شوند، پوست خشک و زبری دارند و ریزیش موی شدیدی در اطراف سر، گردن و پشت بدن‌شان مشاهده می‌شود.
اگر این بیماری در سگ‌ها شدت بگیرد، در نتیجه آن پوست بدن سگ ضخیم می‌شود و رایحه بسیار بدی ایجاد می‌کند. همچنین عفونت‌های پوستی هم قابل مشاهده خواهند بود. دامپزشک شما در صورتی که به این بیماری مشکوک شود، باید از بافت بدن سگ نمونه برداری کند و آن را مورد آزمایش قرار دهد. روش‌های درمانی مختلفی برای این بیماری وجود دارد.

## اصلاح مو (پوشش سگ پودل)
پودل‌ها نیاز به مراقبت و رسیدگی زیاد دارند. تنها بعد از چند هفته از تولد سگ پودل باید خود را مهیای اولین اصلاح موی او کنید. همچنین هر هفته باید موهای او را شانه کرده و ماهی یک بار او را به حمام ببرید. همچنین با افزایش سن سگ، باید دفعات بیشتری صرف شانه کردن موهای او کنید.

## ایده‌های مربوط به اصلاح مو سگ پودل
تاپ گره کلاسیک: موها را روی تاج سر پودل خود جمع کنید و با یک کش کوچک محکم کنید. سپس قسمت کوچکی از موهای جمع شده را بردارید و آن را به دور پایه بپیچید تا یک موی صاف ایجاد کنید.
گره دوبل: موهای بالای سر پودل خود را به دو قسمت تقسیم کنید و دو گره جداگانه ایجاد کنید. این سبک ظاهری بازیگوش و دوست داشتنی به ظاهر پودل شما می‌بخشد.
گره بافته شده: قسمت کوچکی از مو را بالای سر پودل خود ببافید و آن را با یک کش کوچک محکم کنید. سپس، موهای باقیمانده را در یک گره بالا جمع کنید و آن را با یک کش دیگر محکم کنید. این استایل به ظاهر پودل شما حس زیبایی می‌بخشد.
گره گل: طبق معمول یک گره ایجاد کنید و سپس یک گیره یا لوازم جانبی کوچک گل را به پایه نان وصل کنید. این یک حس جذاب و زنانه به مدل موهای پودل شما اضافه می‌کند.
پوم پوم تاپ گره: موهای بالای سر پودل خود را جمع کنید و با یک نوار الاستیک محکم کنید. سپس موها را پف کنید تا حالت پوم پوم گرد ایجاد شود. این سبک ظاهری سرگرم‌کننده و بازیگوش به ظاهر پودل شما می‌بخشد.
گره نیمه بالا: موها را در قسمت جلویی بالای سر پودل جمع کنید و یک گره کوچک ایجاد کنید و بقیه موها را شل کنید. این سبک ظرافت یک گره بالا را با جریان طبیعی موهای باقی مانده ترکیب می‌کند.
تاپ گره با کمان: پس از ایجاد گره، پاپیون‌های زیبا و رنگارنگ را به پایه یا کناره‌های نان وصل کنید. این به مدل موی سگ پودل شما کمی جذابیت و شخصی‌سازی می‌بخشد.
تاپ گره را بچرخانید و بپیچید: موهای بالای سر پودل خود را به دو قسمت تقسیم کنید. هر قسمت را بپیچانید و دور هم بپیچید و با یک نوار الاستیک محکم کنید. این یک گره پیچیده و شیک ایجاد می‌کند.

## خصوصیات بارز اخلاقی
پودل نژادی شاداب، مغرور و حساس است و استعداد زیادی در آموختن دارد. سگی است مهربان اما با غریبه‌ها خو نمی‌گیرد.

## نگارخانه

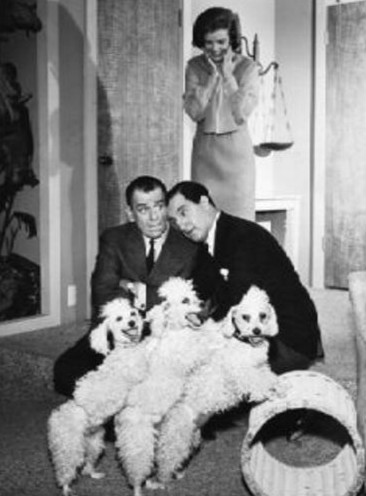
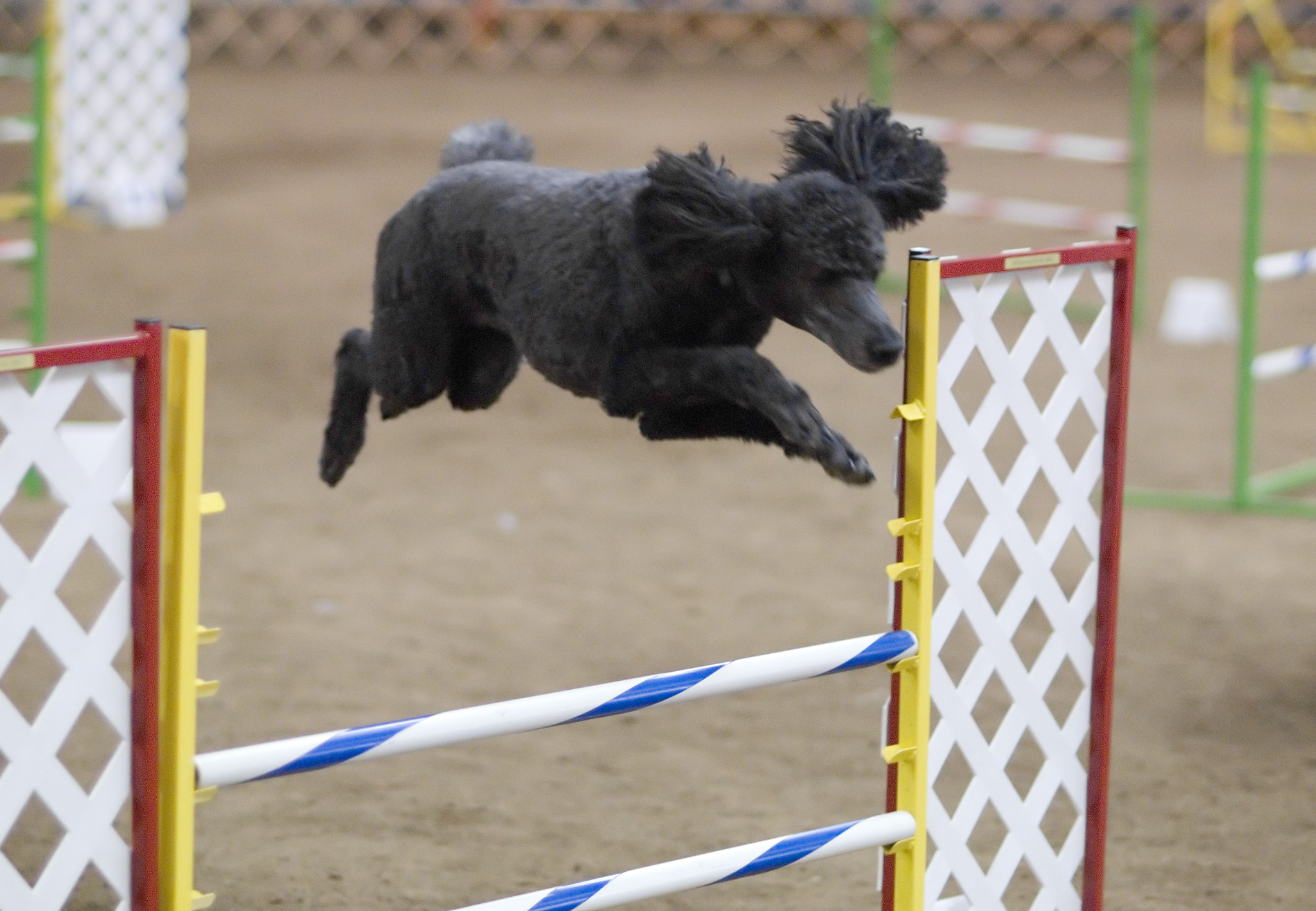
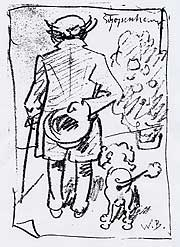